# Tennistoernooi van Eastbourne 2014
|                                       |  |                                        |
| Madison Keys, winnares bij de vrouwen |  | Feliciano López, winnaar bij de mannen |

Het tennistoernooi van Eastbourne van 2014 werd van 16 tot en met 21 juni 2014 gespeeld op de grasbanen van de Devonshire Park Lawn Tennis Club in de Engelse kustplaats Eastbourne. De officiële naam van het toernooi was Aegon International.
Het toernooi bestond uit twee delen:
- WTA-toernooi van Eastbourne 2014, het toernooi voor de vrouwen
- ATP-toernooi van Eastbourne 2014, het toernooi voor de mannen

## Toernooikalender
| Eastbourne        | juni 2014 | juni 2014 | juni 2014 | juni 2014 | juni 2014    | juni 2014    | juni 2014 |
| Eastbourne        | maa 16    | din 17    | woe 18    | woe 18    | don 19       | vrĳ 20       | zat 21    |
| ----------------- | --------- | --------- | --------- | --------- | ------------ | ------------ | --------- |
| vrouwenenkelspel  | 1e ronde  | 1e ronde  | 2e ronde  | 2e ronde  | kwartfinale  | halve finale | finale    |
| vrouwendubbelspel | 1e ronde  | 1e ronde  | 1e ronde  | 2e ronde  | 2e ronde     | halve finale | finale    |
| mannenenkelspel   | 1e ronde  | 1e ronde  | 2e ronde  | 2e ronde  | kwartfinale  | halve finale | finale    |
| mannendubbelspel  | 1e ronde  | 1e ronde  | 2e ronde  | 2e ronde  | halve finale | finale       |           |

ATP-toernooi van Eastbourne – WTA-toernooi van Eastbourne

2009 · 2010 · 2011 · 2012 · 2013 · 2014 · 2015 · 2016 · 2017 · 2018 · 2019 · 2020 · 2021 · 2022 · 2023 · 2024